# Thrincophora dryinodes
Thrincophora dryinodes es una especie de mariposa del género Thrincophora, familia Tortricidae.
Fue descrita científicamente por Meyrick en 1910.